# Rått & Romantiskt
Rått & Romantiskt är ett studioalbum från 2002 av Anna-Maria Hallgarn.

## Låtlista
| Nr  | Titel                           | Längd |
| --- | ------------------------------- | ----- |
| 1.  | Älskling                        | 2:40  |
| 2.  | Het vind                        | 5:13  |
| 3.  | Aldrig så ensam                 | 5:20  |
| 4.  | Dom fann en gyllne regel        | 1:43  |
| 5.  | Bättre tider                    | 3:12  |
| 6.  | Aftonfalken                     | 2:33  |
| 7.  | Katt i fönstret                 | 3:44  |
| 8.  | Rått och romantiskt             | 3:47  |
| 9.  | Krig                            | 3:44  |
| 10. | En historia                     | 1:06  |
| 11. | För dom som älskar              | 4:55  |
| 12. | Snart kommer änglarna att landa | 3:50  |
| 13. | Dansa nu                        | 2:51  |
| 14. | Hjälp mig genom natten          | 3,16  |